# Bordado de oro matizado
El bordado de oro matizado o punto de examen es un dibujo  con trazos o contornos algo gruesos por una mano diestra sobre un tafetán forrado de lienzo bastante fuerte, empieza el bordador por cubrir toda la superficie del dibujo con hebras de hilillo de oro grueso, pasadas y aseguradas solamente por las dos puntas: este método es más general y sobresaliente que el de hacer las encarnaciones de unión de piezas con relación unas a otras. Los contornos se perciben solo por entre las hebras de oro, cada vez que el operario las coge de dos en dos con la aguja para cubrirlos según los colores de la pintura que copia. En los parajes sombríos, las puntadas de seda se tocan y ocultan absolutamente el oro, que solo se deja ver para los medios colores del grueso de la seda entre cada punto, degradando así las medias tintas y dejando más oro descubierto a proporción que se quieren aumentar los claros, hasta que ya no se vea sino un lejos con sedas muy finas y claras.
Las carnes se hacen todas de seda floja en dirección contraria al oro con puntos enjabados muy finos. Los cabellos y la barba se bordan dando vuelta también con puntos enjabados (esto es, que el segundo entra en el primero), según la dirección indicada por los rizos y las ondulaciones.
El oro matizado en jiraspe es el modo de gastar una mitad menos de hilillo de oro. Se empieza por llenar los intervalos con sedas anubarradas antes de tender el hilillo de oro, que se cubre del mismo modo que el que se acaba de explicar pero emendóse a los visos o medias tintas de los intervalos. El efecto que resulta es rico y brillante.
El perfilar en estas obras las molduras o bordes del ropaje con formación esto es, entorchado o cordón grueso de oro, como lo han hecho los bordadores del siglo XVII, es salirse o apartarse absolutamente de la especie o calidad de que hablamos. 